# Cleitinho Azevedo
Cleiton Gontijo de Azevedo (Divinópolis, 15 de abril de 1982), mais conhecido como Cleitinho, é um empresário, músico e político brasileiro filiado ao Republicanos. Atualmente é Senador da República Federativa do Brasil, por Minas Gerais.

## Biografia
Cleitinho trabalhou em um varejão familiar na sua cidade natal como vendedor. É irmão dos políticos Gleidson Azevedo, atual prefeito de Divinópolis, e Eduardo Azevedo, atual deputado estadual de Minas Gerais.

## Política
Elegeu-se em 2016 vereador na sua cidade natal, Divinópolis.
Nas eleições de 2018 foi candidato a deputado pelo PPS, eleito com 115.492 votos. Saiu do Cidadania em 31 de março de 2022 para tentar emplacar sua candidatura ao Senado Federal nas eleições do mesmo ano. Após sua saída do partido, decidiu se filiar ao Partido Social Cristão (PSC).
Nas eleições de outubro de 2022 foi eleito para a vaga no Senado disputada nesse ciclo, obtendo 41,52% dos votos válidos e totalizando 4.268.193 eleitores, indicando seu nome para ser um dos três representantes do estado na Câmara Alta do Congresso brasileiro.

### Senador da República (2023 - atualidade)
A atuação de Cleitinho como Senador é marcada por um discurso popular, com críticas ao establishment político e foco em pautas que ressoam com a população, e principalmente no combate a privilégios da classe política. 
É conhecido principalmente por sua linguagem direta, muitas vezes usando redes sociais como o Instagram e o X para se comunicar com seu público através de vídeos, aonde ele geralmente usa camisas de time de futebol, e denunciar o que considera como ineficiências ou abuso de poder político. 
Sua postura combativa e linguagem direta já foram criticadas por colegas no Senado, que o acusam de populismo, mas ele defende que sua abordagem reflete o sentimento da população. 
Apesar de ser visto como um político bolsonarista, Cleitinho já adotou algumas posições divergentes do movimento no passado, como declarar apoio à PEC do Fim da Escala 6x1, e também saiu em defesa de Glauber Braga durante o processo de cassação de seu mandato. 

### Controvérsias

#### Vídeos ensinando a burlar pedágios em Minas Gerais
Em fevereiro de 2025, Cleitinho postou em suas redes sociais um vídeo aonde aparece em cima de um trator ensinando condutores a desviarem de um pedágio que estava previsto para entrar em operação na BR-040, em Paracatu. No vídeo, o senador aparecia ao lado do prefeito do município, Igor Santos (UNIÃO). 
Na publicação, Cleitinho afirma estar criando um "desvio", pois a rodovia pertence ao "governo", enquanto o caminho alternativo seria "particular". Em resposta ao vídeo, a Agência Nacional de Transportes Terrestres (ANTT) classificou a conduta de Cleitinho como uma "infração de trânsito grave". 

#### Foto com Virgínia Fonseca na CPI das Bets
Durante o depoimento da influenciadora Virgínia Fonseca na CPI das Bets, Cleitinho interrompeu o procedimento ao solicitar um vídeo com a influenciadora, o que também provocou risadas. "Inclusive eu vou terminar aqui, você pode mandar um abraço para a minha esposa e para a minha filha?”, indagou o senador.

Senador Cleitinho tirando uma selfie com a influenciadora Virgínia Fonseca durante a CPI das Bets

Ainda durante a sessão, Cleitinho também elogiou a empresária e afirmou ser consumidor de seus produtos. “A Virginia é fonte de riqueza. Nós somos fonte de despesa. Nós só trazemos despesa para a população brasileira. A Virginia não, ela traz fonte de riqueza, ela gera emprego”, disse ele. 
A conduta de Cleitinho causou repercussão negativa nas redes sociais, principalmente entre seus próprios apoiadores, o que fez o senador pedir desculpas em suas redes após o episódio. 

## Desempenho em Eleições
| Ano  | Eleição                     | Partido | Candidato a       | Votos     | %      | Resultado | Ref.  |
| ---- | --------------------------- | ------- | ----------------- | --------- | ------ | --------- | ----- |
| 2016 | Municipal de Divinópolis/MG | PPS     | Vereador          | 3.023     | 2,62%  | Eleito    | [ 4 ] |
| 2018 | Estadual de Minas Gerais    | PPS     | Deputado Estadual | 115.492   | 1,14%  | Eleito    | [ 5 ] |
| 2022 | Estadual de Minas Gerais    | PSC     | Senador           | 4.268.193 | 41,52% | Eleito    | [ 4 ] |